# Сакапа (департамент)
Сака́па (исп. Zacapa) — один из 22 департаментов Гватемалы. Административный центр — город Сакапа. Граничит на севере с департаментом Исабаль, на западе с департаментами Альта-Верапас и Эль-Прогресо, на юге с департаментами Халапа и Чикимула, на востоке с Гондурасом.

## Муниципалитеты
В административном отношении департамент подразделяется на 10 муниципалитетов:
- Кабаньяс
- Эстансуэла
- Гуалан
- Уите
- Ла-Унион
- Рио-Хондо
- Сан-Диего
- Текулутан
- Усуматлан
- Сакапа